# De zegen Gods door Waterloo
De zegen Gods door Waterloo is een satire van Multatuli ter gelegenheid van de herinneringsfeesten in 1865 voor de Slag bij Waterloo.

## Achtergrond en inhoud
De zegen Gods door Waterloo is een reactie op de stortvloed aan nationalistische gedichten en brochures die in 1865 verschenen naar aanleiding van de herdenking van de definitieve nederlaag van Napoleon bij Waterloo in 1815. In deze uitgaven worden God en koning Willem II uitvoerig bedankt en geroemd. Multatuli steekt de draak met de dweperige toon in deze geschriften door nóg uitvoeriger de lof te prijzen en God om de paar regels te danken voor zijn hulp. Naast de opvatting van Multatuli over godsdienst, werd deze persiflage ingegeven door zijn afkeer over "de blufferige ophef dien wy maken van heldenmoed en verdere onvergelykelyke hoedanigheden onzer voorvaderen" zoals hij later zelf opmerkte. 